# 雷帖木儿不花
雷帖木儿不花，元末民变首领，一说其为蒙古族。
元顺帝至正年间，在全国红巾军民变影响下，雷帖木儿不花联合程思忠，率众发动起事，攻陷永平（今河北省卢龙县），势及辽东部分地区，增土筑城，因河为堑，坚守永平，多次与元朝知枢密院事也速所领官军攻战。后被困日久，交通阻断，城内粟缺薪乏，变民军损丧将士数百、山寨数十，被迫诈降，以待喘息，事发，被杀。